# إدوارد بوجدانوف
إدوارد بوجدانوف هو لاعب كرة قدم روسي في مركز الوسط، ولد في 28 مايو 1994 في إيركوتسك في روسيا. لعب مع FC Baikal Irkutsk ‏.

## وصلات خارجية
- إدوارد بوجدانوف على موقع Soccerway.com (الإنجليزية)